# Matveï Lioubavski
Matveï Kouzmitch Lioubavski (Матвей Кузьмич Любавский), né le 1er (13) août 1860 au village de Bolchie Mojary (gouvernement de Riazan) et mort le 22 novembre 1936 à Oufa, est un historien russe qui fut victime de la terreur stalinienne. Il fut recteur de l'université de Moscou de 1911 à 1917 et membre de l'Académie des sciences d'URSS à partir de 1929.

## Biographie
Il naît dans la famille d'un diacre et perd accidentellement un œil pendant sa prime jeunesse. Il poursuit ses études au séminaire de Sapojok, puis entre en 1882 à la faculté d'histoire et de philologie de l'université de Moscou, où il suit notamment les cours magistraux des professeurs Klioutchevski, Guerrier et Popov. Il a comme condisciples Mikhaïl Koreline, Pavel Milioukov, Vassili Rozanov, Robert Wipper et Viatcheslav Yakouchkine. Sa thèse de candidat au doctorat est intitulée Les hauts serviteurs de la Moscovie, la noblesse de ville et les enfants de boyards qui reçoit une médaille d'or et le prix Issakov. Ensuite, il se prépare au professorat à la chaire d'histoire de Russie, s'intéressant particulièrement au grand-duché de Lituanie. Il est magister d'histoire en 1894, et docteur en histoire de Russie en 1900, sa thèse de doctorat portant sur la diète lituano-russe. Il est nommé professeur extraordinaire en 1901 et professeur ordinaire en 1902.
Lioubavski enseigne l'histoire dans divers lycées de Moscou et de 1894 à 1930 à l'université de Moscou. Il est doyen de la faculté d'histoire et de philologie de 1908 à 1911. En 1911, le recteur de l'université de Moscou, Alexandre Manouïlov, est démis de ses fonctions à la suite d'agitations estudiantines. Plus d'une centaine de professeurs et d'enseignants quittent l'université en signe de protestation. Ils appartiennent pour la plupart au parti KD et certains aux idées de gauche. Lioubavski est élu recteur. Il est proche de l'union du 17 octobre qui soutient la politique économique du Premier ministre Stolypine et il est hostile au processus de politisation de l'université. Lioubavski est tant que recteur défend l'idée d'autonomie de l'université et de ses traditions anciennes.
Il est élu en 1913 président de la Société d'histoire et d'antiquités russes de l'université de Moscou. Après la révolution de février, il organise le retour des professeurs partis en 1911, mais il ne présente pas sa candidature à l'élection du nouveau recteur au printemps 1917, ayant compris que ses idées conservatrices n'étaient pas en faveur pendant ces débuts révolutionnaires. Il prend sa retraite de l'université en 1919, devenant professeur émérite. Il enseigne à partir de 1922 à la faculté des sciences naturelles et à partir de 1925 à la faculté d'ethnologie.
À partir de 1918, il collabore avec le nouveau régime au département moscovite des Archives centrales. Il est nommé en 1920 expert-consultant aux questions relatives aux archives du commissariat au peuple des Affaires étrangères. Il participe à la conférence de Riga pour le traité de paix entre la Pologne et la Russie bolchévique, puis il fait partie de diverses commissions ayant trait aux archives.
Il est arrêté par la Guépéou dans la nuit du 8 août 1930 dans le cadre de l'Affaire de l'Académie qui eut pour conséquence l'arrestation de quantité de savants et l'exécution de quelques-uns d'entre eux. Il est emprisonné à Leningrad. Son fils Valerian est fusillé en juin 1931 pour « activités contre-révolutionnaires ». Le 8 août 1831, Lioubavski est déchu de son titre d'académicien et condamné à cinq ans d'exil qu'il doit effectuer à Oufa. Là-bas, il travaille en collaboration avec l'institut national de la culture de la république autonome socialiste soviétique de Bachkirie à propos des propriétés terriennes et des « luttes de classe » (selon le vocabulaire de l'époque) aux XVIIe et XVIIIe siècles dans la région.
Il meurt à Oufa le 22 octobre 1936. Il a été réhabilité le 22 juillet 1967 et son titre d'académicien lui a de nouveau été reconnu (à titre posthume) en 1969.

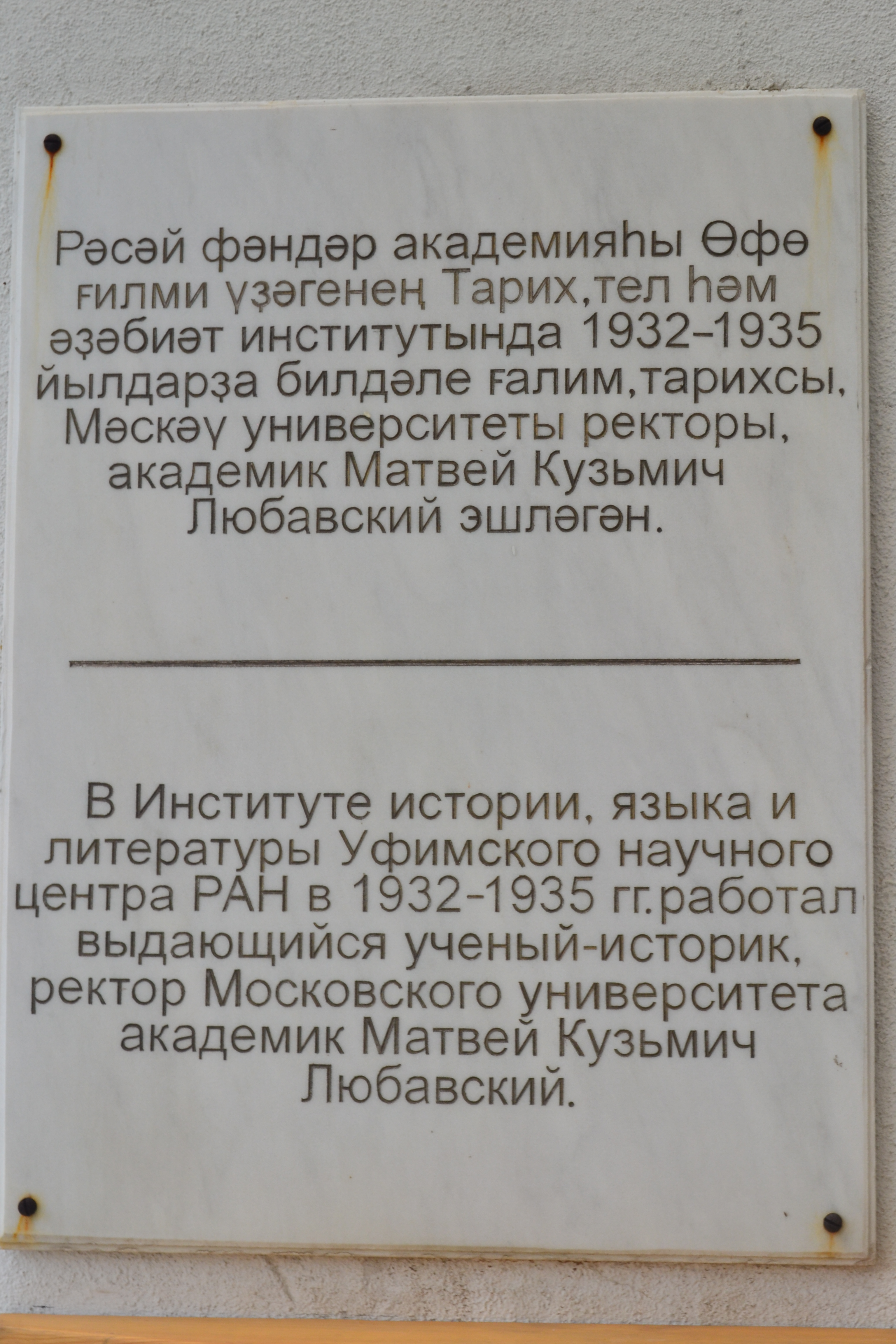

## Famille
Il épouse en 1891 Natalia Valerianovna Zyzykina (ancienne élève du lycée féminin Vinogradskaïa où il enseignait) qui lui donne six enfants dont:
- Valerian Matveïevitch (1904-1941), enseignant à l'institut d'agronomie de Moscou. Il est arrêté par la Guépéou, le 28 février 1931 et fusillé le 29 juin 1931. Il est enterré au cimetière Vagankovo. Il a été réhabilité en 1989.
- Vera Matveïevna (1910-1998), fameuse graphiste soviétique
- Dmitri Matveïevitch, il étudie la peinture auprès de Constantin Juon

## Source
- (ru) Cet article est partiellement ou en totalité issu de l’article de Wikipédia en russe intitulé « Любавский, Матвей Кузьмич » (voir la liste des auteurs).